# Eudorylaimus index
Eudorylaimus index is een rondwormensoort uit de familie van de Dorylaimidae. De wetenschappelijke naam van de soort is voor het eerst geldig gepubliceerd in 1939 door Thorne.